# Brandl GmbH
Brandl GmbH este o companie producătoare de componente pentru caroserii auto din Germania.
Compania deține facilități de producție în Germania, Cehia, Brazilia și România.

## Brandl în România
Compania a demarat investițiile în România în anul 2004, prin achiziționarea unui teren cu o suprafață totală de 47.000 de metri pătrați.
Fabrica de la Sibiu a fost finalizată în iulie 2005, în urma unei investiții de peste 8 milioane de euro.
Număr de angajați în 2012: 630 
Cifra de afaceri:
- 2006: 8,5 milioane euro [1][3]
- 2005: 6 milioane euro [1]